# 히로시마현도 제164호선
히로시마현도 제164호선(일본어: 広島県道164号広島海田線, 히로시마현도 제164호 히로시마 가이타 선)은 일본 히로시마현 히로시마시 나카구 모토마치와 아키군 가이타정을 사이에 둔 총 연장 8.2km의 거리를 가진 일반현도이다. 그러나 이 도로는 과거에 국도 제2호선과 관계가 있는 도로로 알려져 왔으나, 구 2번 국도라고도 표현한다.

## 노선 정보
- 기점 : 히로시마현 히로시마시 나카구 모토마치 (가미야초 교차로 = 국도 제54호선[2]의 교점)
- 종점 : 히로시마현 아키군 가이타정 (다이쇼 교차로 = 국도 제2호선의 교점, 국도 제31호선의 기점)
- 총 연장 : 약 8.2 km

## 통과하는 지자체
- 히로시마현
  - 아키군 가이타정
  - 아키군 후추정
  - 히로시마시 (아키구 - 미나미구 - 나카구)

## 연선에 있는 시설 및 풍경
- 세노강(일본어판)
- 아키구민 문화센터
- 마쓰다 본사 앞
- 마쓰다 병원
- 소고 히로시마점
- 에디온 히로시마 본점
- MAZDA Zoom-Zoom 스타디움 히로시마
- 일본국유철도 우지나 선(일본어판, 중국어판)의 유적 (가니야 가드 교 - 오즈구치 역 사이의 구간 한정, 현재는 철거가 종료된 상태임)
- 고신 교(일본어판) (엔코강(일본어판, 세부아노어판))
- 이나이 대교(일본어판) (교바시강(일본어판))
- 노면전차 (히로시마 역앞 - 가미야초, 히로시마 전철)
- 히로시마역

## 접촉하는 도로

### 고속도로 및 일반 국도
- 국도 제2호선
- 국도 제54호선
- 국도 제31호선
- 히로시마 고속 2호선(일본어판)

### 현도 (県道)
- 히로시마현도 제37호선
- 히로시마현도 제272호선
- 히로시마현도 제198호선
- 히로시마현도 제187호선
- 히로시마현도 제274호선

## 별칭
- 아이오이 거리(일본어판)